# Бойков, Александр Васильевич
Александр Васильевич Бойков — российский военнослужащий, прапорщик. Герой Российской Федерации (2014).

## Биография
Родился 25 января 1990 года в г. Ленинград (ныне Санкт-Петербург), после чего поступил в финансово-экономический колледж. В 2010 году окончил его и был призван в ряды Вооруженных Сил Российской Федерации. С 2010—2012 год проходил службу водителем в 16-й бригаде особого назначения. В 2014 году поступил на контракт в 173-й отдельный разведывательный батальон с присвоением звания младший сержант.
При выполнении задания командования получил тяжелое ранение в ногу. Закрытым указом Президента Российской Федерации от 12 декабря 2014 года присвоено звание Героя Российской Федерации с вручением медали «Золотая Звезда».
В 2015 году назначен начальником склада 173-го отдельного разведывательного батальона. Продолжает службу в звании прапорщика. Занесен в Книгу почета 173-го отдельного разведывательного батальона. Проживает в городе Донской.